# 李玲娟
李玲娟（1966年—），中国四川省人，女子射箭运动员、教练员。
李玲娟出生于彭州市，在1984年夏季奥运会上为中国夺得首枚射箭奖牌，并打破4项奥运纪录。
2002年，李玲娟以援外教练的身份出任卡塔尔女子射箭队教练。